# Antonio Mongitore
Antonio Mongitore (né à Palerme le 4 mai 1663  et mort dans la même ville le  6 juin 1743) est un prêtre, historien et écrivain sicilien, connu pour ses ouvrages sur l'histoire de la Sicile. Il était également chanoine du chapitre de la cathédrale de Palerme.

## Biographie
Né à Palerme le 4 mai 1663, il embrassa l’état ecclésiastique, et fut pourvu d’un canonicat de la cathédrale : il devint dans la suite l’un des juges du tribunal diocésain, consulteur du Saint-Office, et mourut le 6 juin 1743,.

## Œuvres
Sa longue vie fut consacrée à la recherche des antiquités historiques et littéraires de son pays ; aussi a-t-il publié un grand nombre d’ouvrages. Le plus connu de tous est la Bibliotheca Sicula sive de scriptoribus Siculis notitiæ locupletissimæ, Palerme, 1708-1714, 2 vol. in-fol. L’auteur l’a fait précéder d’une courte description de la Sicile, avec des remarques sur ses différents noms, des observations sur le caractère des Siciliens, etc. : cette introduction a été insérée sous ce titre : Siciliæ delineatio, dans le Thesaur. antiquitat. Italiæ, etc., t. 10. Les écrivains sont rangés dans l’ouvrage suivant l’ordre alphabétique de leurs prénoms, d’après l’usage assez généralement suivi au XVIIe siècle ; mais on trouve à la fin du second volume des tables qui facilitent les recherches. Ce livre n’est pas exempt d’erreurs ; Tiraboschi en a relevé un assez grand nombre : cependant il y a beaucoup d’érudition, et quelques notices sont fort intéressantes. L’article qui concerne l’auteur lui-même est le dernier de tous ; il y donne la liste des ouvrages qu’il avait déjà publiés, et de ceux qu’il se proposait de mettre incessamment sous presse :
- Degli scrittori mascherati centurie cinque, qui n’a point paru, ou qui du moins a échappé à Struvius et aux autres auteurs de l’Histoire littéraire.
- Divertimenti geniali ; ce sont des remarques et des observations qu’il avait faites sur la Sicilia inventrice de Vincenzo Auria, à mesure qu’on l’imprimait ; elles ont été réunies à l’ouvrage dont elle est le complément nécessaire, Palerme, 1704, petit in-4°. Mongitore prononça, dans la suite, l’Eloge d’Auria ; il fait partie t. 3 des Vitæ illustrium Arcadum.
- Breve compendio della vita di S. Francesco di Sales, Palerme, 1695, in 12.
- Palermo santificato dalla vita de’ suoi santi cittadini, ibid., 1708, in-8°. Il a réuni sous ce titre plusieurs vies qu’il avait séparément.
- Memorie istoriche del monastero di S. Maria di tutte le grazie, ibid., 1710, in.4°.
- Dissertazione sopra un antico sepolcro e simulacro ritrovato nella campagna Palermo, l’ann. 1695, dans la Raccolta Calogerana, t. 10.
- Palermo divoto di Maria Vergine ; e Maria Vergine protettrice di Palermo, ibid., 1719, 2 tomes in-4°.
- Sacræ domus mansionis SS. Trinitatis militaris ordinis Teutonicorum urbis Panormi, et magni ejus præceptoris, monumenta historica, ibid., 1721, in-fol., et dans le tome 14 du Thes. antiquit. Italiæ.
- Bullæ, privilegia et instrumenta Panormitanæ metropolitanæ ecclesiæ regni Siciliæ primariæ, collecta notisque illustrata, ibid., 1734, in-fol.
- Discorso storico su l’antico titolo di regno, concesso all’isola di Sicilia, ibid., 1735, in-4°.
- Parlamenti generali di Sicilia dall’anno 1446 sino al 1748, con le cerimonie istoriche dell’antico e moderno uso del parlamento appresso varie nazioni, etc., ibid., 1749, in-fol., publié par le docteur Francesco Serio Mongitore, prêtre de Palerme, qui l’a enrichi de notes et d’additions.

On doit à Mongitore une nouvelle édition augmentée de la Sicilia sacra, de Rocco Pirri.

## Publications
- Il trionfo palermitano nella solenne acclamazione del catolico re delle Spagne, e di Sicilia. Filippo V. festeggiata in Palermo a 30 di Gennaro 1701, Palerme, 1701.
- De' due santi Mamiliani arciuescovi, e cittadini di Palermo ..., thome 2, 1701.
- Vita di san Filareto confessore palermitano dell'ordine di S. Basilio col ragguaglio dell'invenzione del suo corpo in Calabria, Palerme, 1703.
- La Sicilia inventrice o vero Le invenzioni lodevoli nate in Sicilia, opera del dottor D. Vincenzo Auria palermitano, con li divertimenti geniali, osservazioni e giunte all'istessa di D. Antonino Mongitore, 1704.
- Bibliotheca sicula, sive De scriptoribus siculis, Palerme 1707–1714 (2 Vol.): tomo primo on-line; tomo secondo on-line
- Memorie istoriche della fondazione del venerabil monastero di S. Maria di tutte le grazie nella città di Palermo, detto S. Vito, del Terz'Ordine di S. Francesco. Con le vite de' suoi fondatori, e d'alcune religiose morte in esso con fame di santita, Palerme, 1710.
- Apologetica epistola Philalethi Orethei de patria s. Silviae Panormitanae s. Gregorii Magni matris, Palerme, 1715.
- Notitia regiae, et imperialis capellae Collegiatae Sancti Petri sacri, et regi i palatii Panormitani, Palermo 1716
- Parlamenti generali ordinarij et straordinarj celebrati nel Regno di Sicilia dal 1494 fino al 1658, Palermo 1717.
- Il parlamento di Sicilia. Memorie istoriche, 1718.
- Palermo divoto di Maria Vergine, e Maria Vergine protettrice di Palermo, Palerme, 1719–1720(2 Vol.).
- Monumenta historica sacrae domus mansionis SS. Trinitatis Militaris Ordinis Theutonicorum urbis Panormi, Palerme, 1721.
- Rocco Pirri, Regiae, et Imperialis Capellae Collegiatae Sancti Petri sacri et regii palatii Panormitani Notitia opus posthumum cum supplemento et additionibus D. Antonini Mongitore, Lugduni Batavorum, sumptibus Petri Vander, Bibliopolae & Typographi Academie atque Civitatis, 1723.
- L'atto pubblico di fede solennemente celebrato nella città di Palermo a 6 aprile 1724 dal Tribunale del S. Uffizio di Sicilia, Palerme, 1724.
- Istoria del ven. monastero de' sette angioli nella città di Palermo, dell'ordine delle Minime di S. Francesco di Paola : colle memorie delle religiose illustri in santità che in esso fiorirono, Palerme, 1726.
- Il mostro di Palermo : proposto da monsignor Antonio di Guevara, convinto favoloso dalla ragione e da'scrittori, Palerme, 1727.
- Palermo ammonito, penitente, e grato, nel formidabil terremoto del primo settembre 1726, Palerme, 1727.
- Vita del gran servo di Dio D. Paolo Riggio e Saladino palermitano, de principi di Campofiorito, Palerme, 1728.
- (it)Vita di monsignor F. D. Giuseppe Gasch dell'ordine dei minimi da s.Francesco di Paola, Palerme, 1729.
- Le antiche porte della città di Palermo non più esistenti, Palerme, 1732.
- Discorso apologetico di Filalete Oreteo intorno all'origine, e fondazione della chiesa palermitana dal principe degli appostoli S. Pietro, Palerme, 1733.
- Rocco Pirri, Sicilia sacra disquisitionibus, et notitiis illustrata ... editio tertia emendata & continuatione ... cura & studio S.T.D.D. Antonini Mongitore, Palerme, 1733 (2. Vol.)
- Bullae, privilegia, et instrumenta Panormitanae metropolitanae ecclesiae, regni Siciliae primariae, Palerme, 1734.
- Rime degli Ereini di Palermo, Rome, 1734.
- Discorso istorico su l'antico titolo di Regno concesso all'isola di Sicilia, Palerme, 1735.
- Siciliæ sacræ celeberrimi abbatis Netini d. Rocchi Pirri additiones, et correctiones, Palerme, 1735.
- Lettera responsiva del sig. N.N. siciliano all'illustre signor marchese N.N. napolitano, Palerme, 1736.
- Della Sicilia ricercata nelle cose più memorabili, Palerme, 1742–1743 (2 Vol.). tomo secondo on-line
- Parlamenti generali del Regno di Sicilia dall'anno 1446 fino al 1748. Con le memorie istoriche dell'antico, e moderno uso del Parlamento appresso varie nazioni, ed in particolare della sua origine in Sicilia, e del modo di celebrarsi, Palermo 1749 (2 vol.): tomo secondo (on-line)
- Palermo santificato dalla vita de' suoi cittadini : vite de' santi e beati palermitani, Palerme, 1757.
- Discorso storico della Cattolica Religione nel Regno di Sicilia in tempo del dominio de' Saraceni di Antonino Mongitore, canonico della Santa Metropolitana Chiesa di Palermo , da pagina 117, in "Opuscoli di Autori Siciliani alla grandezza di monsignor D. Francesco Testa...", Palerme, 1762.
- (es)Vita di monsignor F. D. Giuseppe Gasch dell'ordine dei minimi da s.Francesco di Paola, Palerme, 1765.
- Discorso istorico su l'antico titolo di Regno concesso all'isola di Sicilia e suoi dritti alla indipendenza dal Regno di Napoli, Palerme, 1821.
- L'atto pubblico di fede solennemente celebrato nella città di Palermo à 6 aprile 1724 dal Tribunale del S. Uffizio di Sicilia, dedicato alla maestà C. C. di Carlo 6. imperadore e 3. re di Sicilia, Bologne, 1868.
- Il Monastero e la Chiesa di S. Spirito o dei Vespri in Palermo, Palerme, 1882.
- Palermo santificato dalla vita dei suoi cittadini, ossia Vite dei santi e beati palermitani, Palerme, 1888 (2 vol.).
- Bibliotheca sicula, sive de scriptoribus siculis qui tum vetera, tum recentiora saecula illustrarunt, notitiae locupletissimae, Bologne, 1971 (2 vol.).
- Della Sicilia ricercata, Sala Bolognese, 1977 (2 vol.).
- Memorie dei pittori, scultori, architetti, artefici in cera siciliani, a cura di Elvira Natoli, Palerme, 1977.
- Le porte della città di Palermo al presente esistenti, descritte da Lipario Triziano palermitano, Palerme, 1980.
- La Sicilia ricercata nelle cose più memorabili, Palerme, 1981.
- Il Monastero e la Chiesa di S. Spirito e dei Vespri in Palermo, Palerme, 1982.
- Le porte della città di Palermo al presente esistenti, descritte da Lipario Triziano palermitano, Palerme, 1988.
- Le chiese fuori la città nella campagna", Palermo 1995 (trascrizione integrale dell'opera manoscritta in F. Lo Piccolo, In rure sacra").
- La Sicilia ricercata nelle cose più memorabili, Catane, 2000.
- Storia delle chiese di Palermo : i conventi, Palermo 2009 (2 vol.).